# Ameugny
Ameugny ist eine französische Gemeinde mit 168 Einwohnern (Stand 1. Januar 2022) im Département Saône-et-Loire in der Region Bourgogne-Franche-Comté.
Ameugny liegt innerhalb der definierten Grenzen der Weinbauregion Burgund. Definierte Flächen sind zur Produktion von Weinen unter der Herkunftsbezeichnung Bourgogne zugelassen.

## Geografie
Der Ort liegt auf einem Hügel zwischen Mâcon und Chalon-sur-Saône nur wenige Kilometer von Cluny entfernt, dessen Abtei bis ins 12. Jahrhundert eine wichtige Rolle in der gesamten Gegend spielte. Taizé (Saône-et-Loire) mit der Communauté de Taizé ist die Nachbargemeinde von Ameugny im Süden.

## Bauwerke

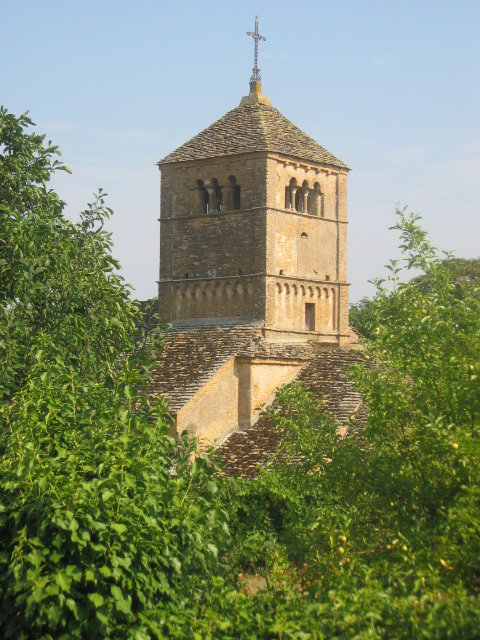
Kirchturm von Ameugny

Die Kirche Notre-Dame-de-l’Assomption ist seit dem 22. Oktober 1913 als Monument historique in die französische Liste der Baudenkmäler aufgenommen.

## Persönlichkeiten
- Claude Ducher (1820–1874), Rosenzüchter